# تماشاغة زمان (منزل حسين خداداد)
تماشاغة زمان' (بالفارسية: تماشاگه زمان (خانه حسین خداداد)) أو متحف الزمان هو منزل تاريخي يعود إلى عصر القاجاريون، ويقع في شارع ولي عصر، طهران.

## معرض الصور

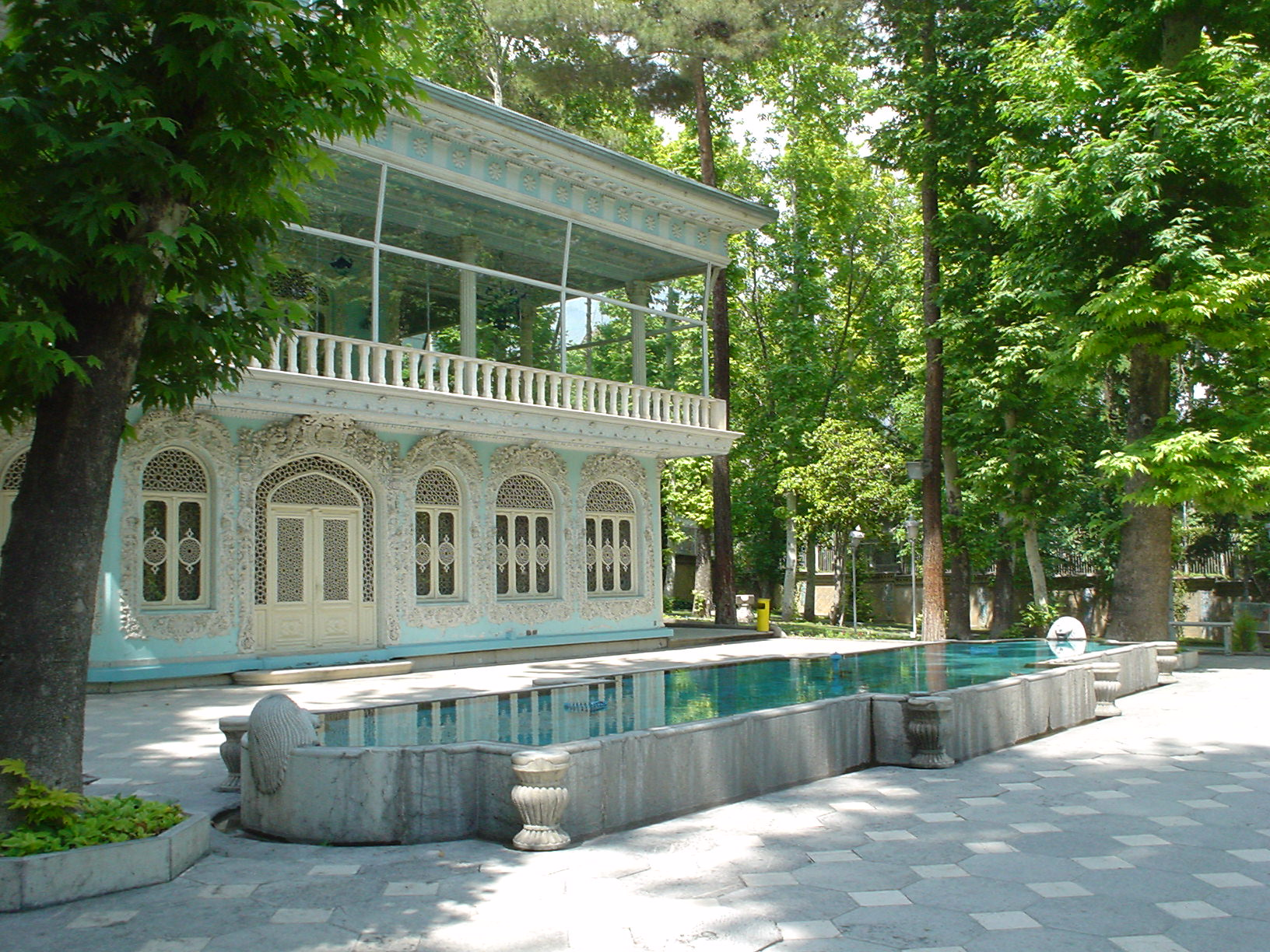
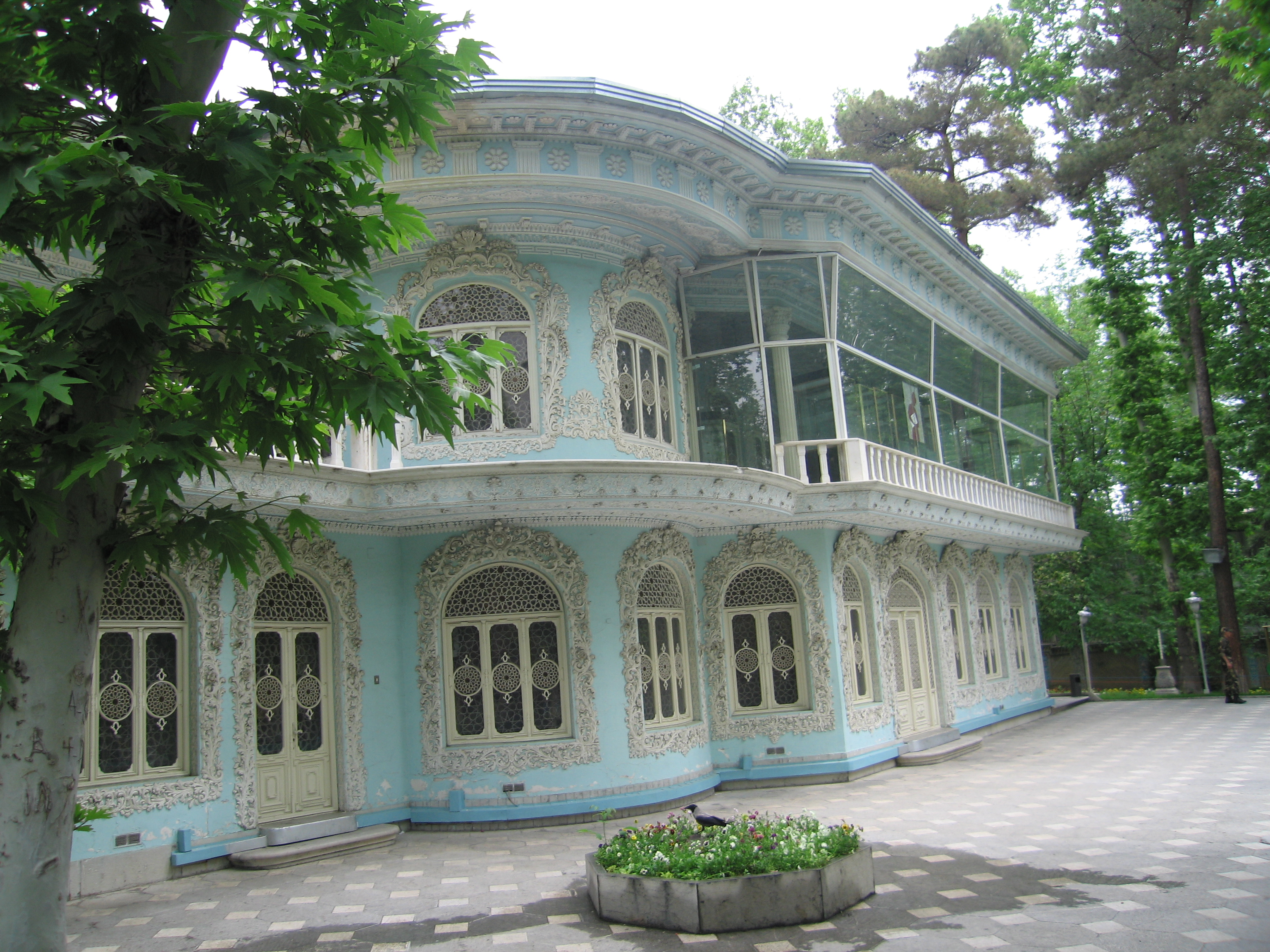
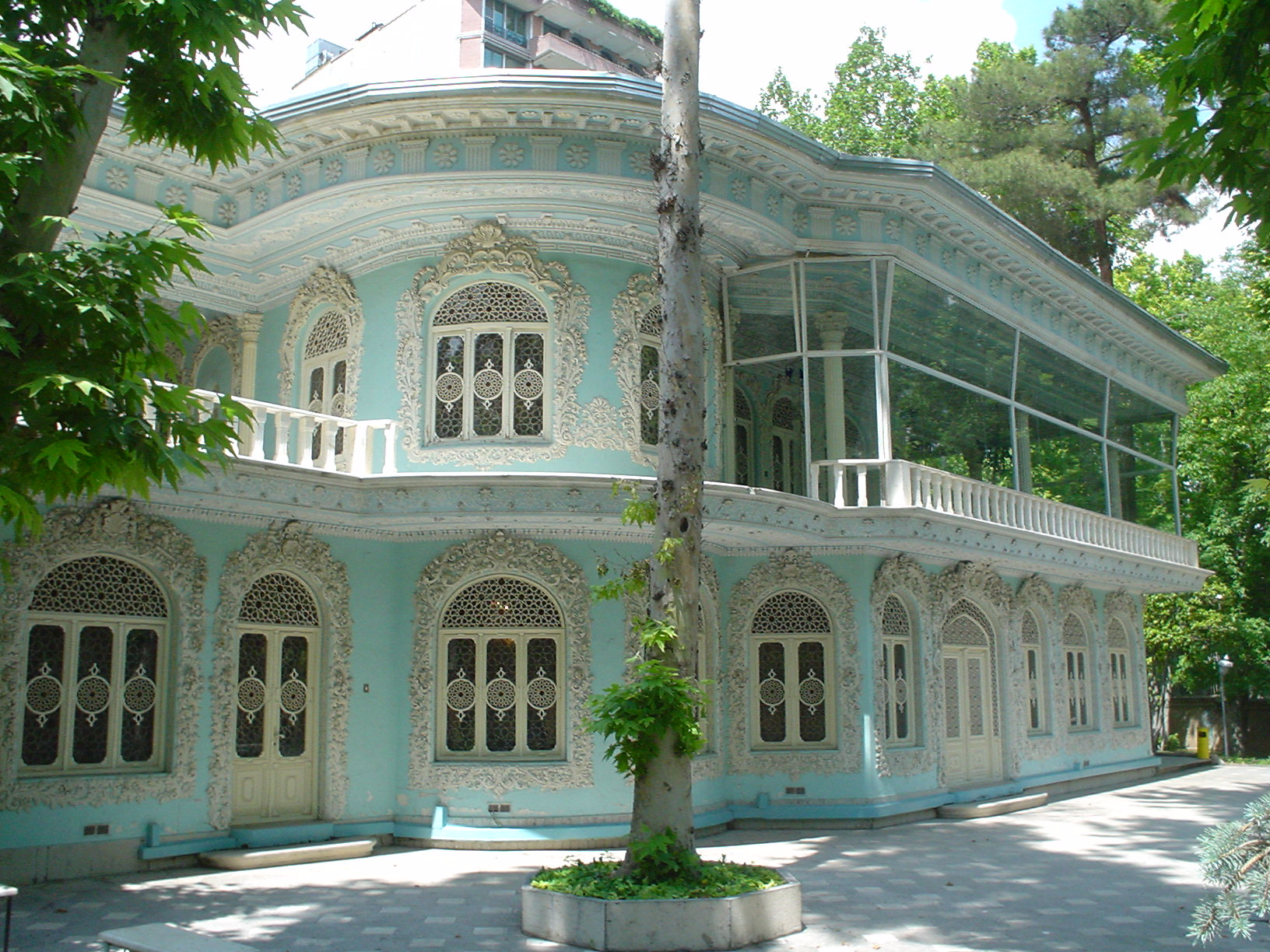
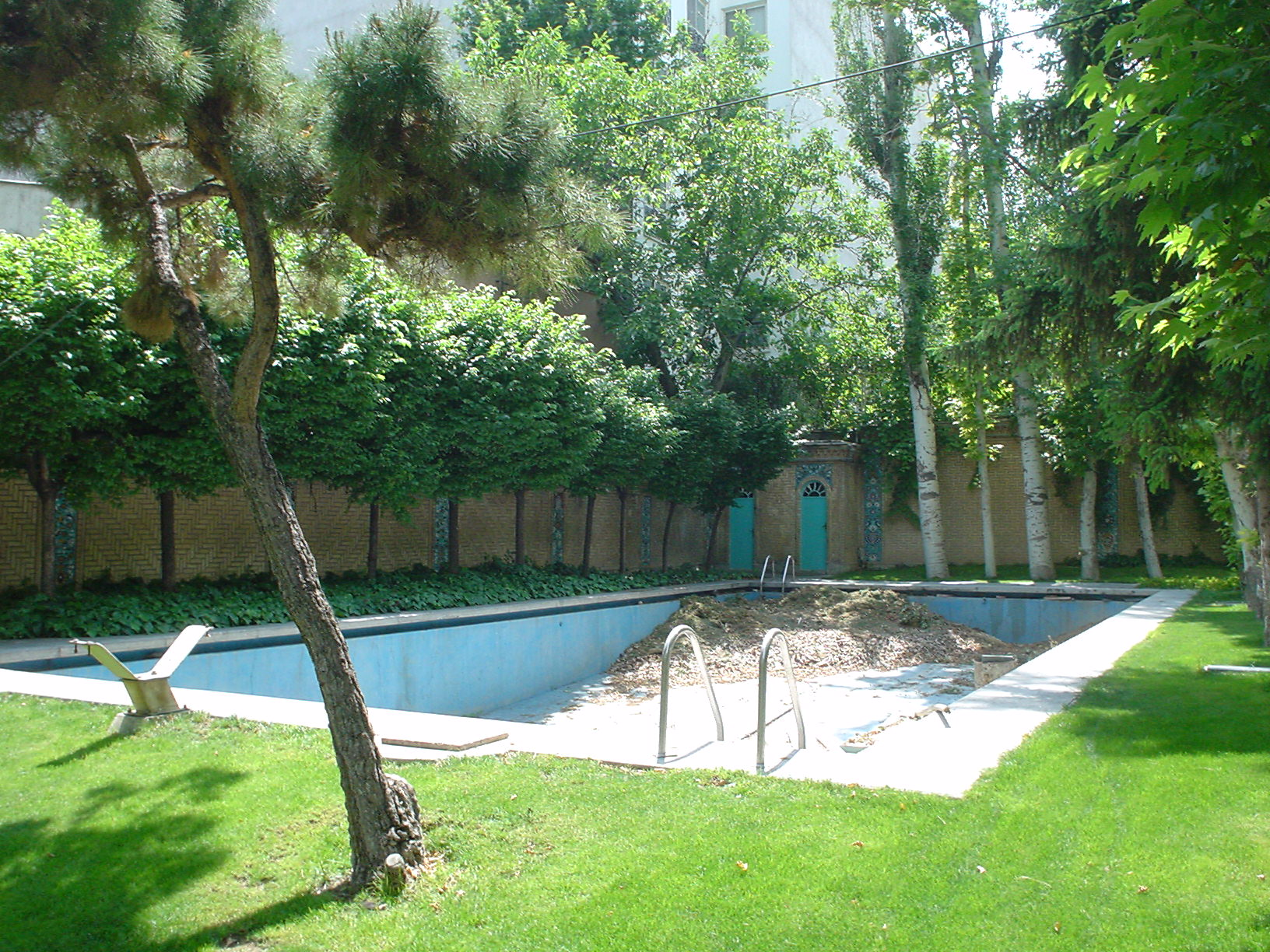
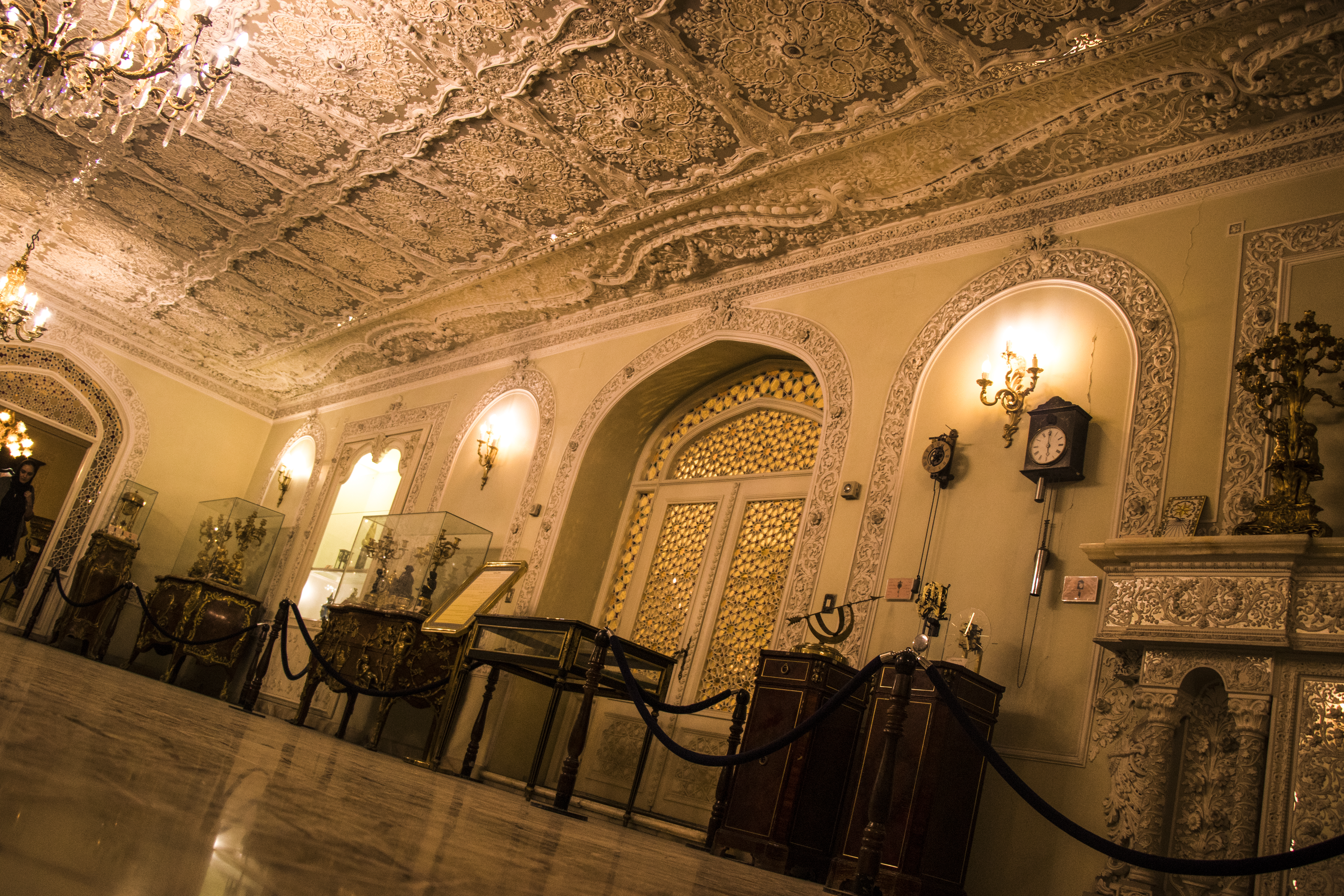
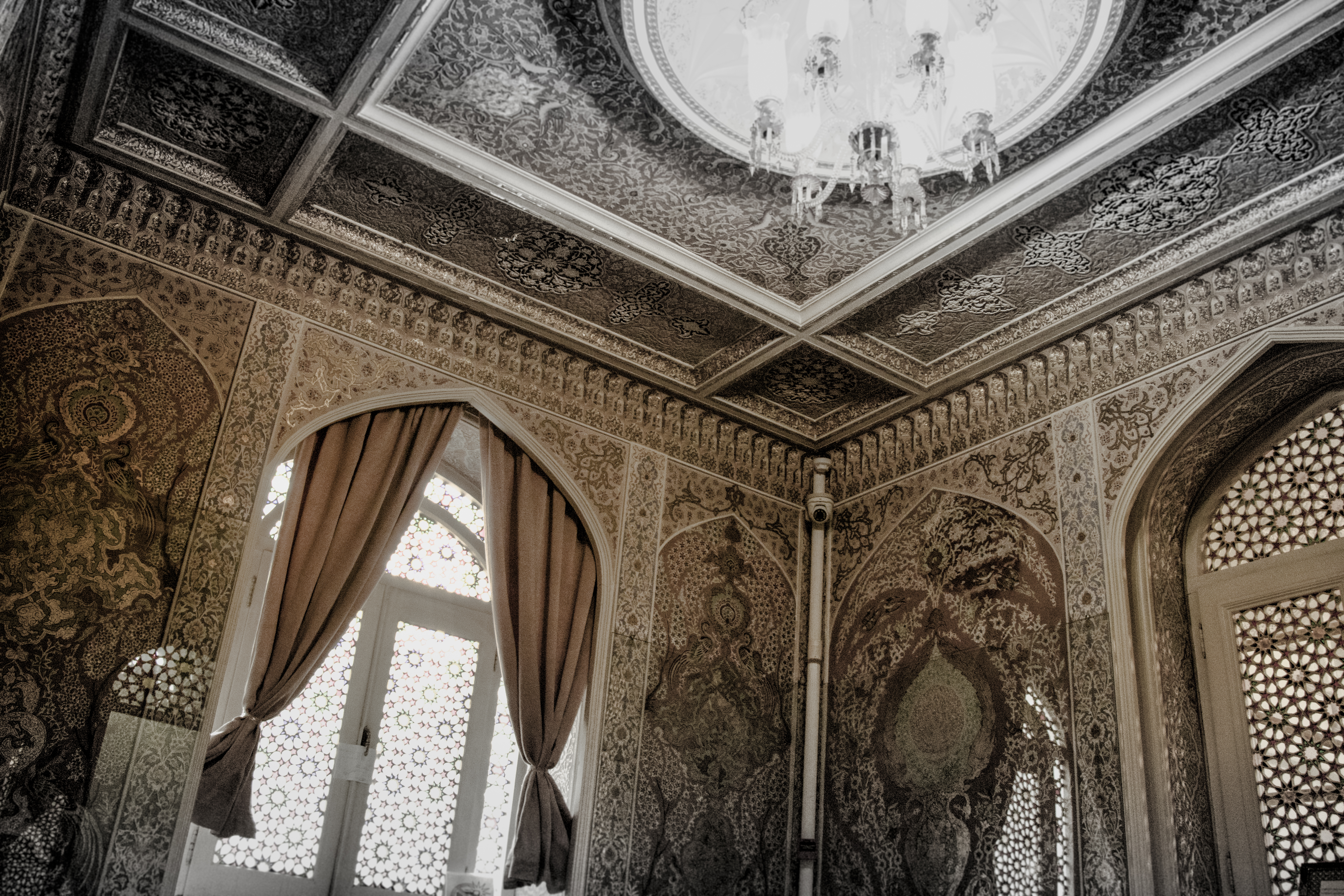
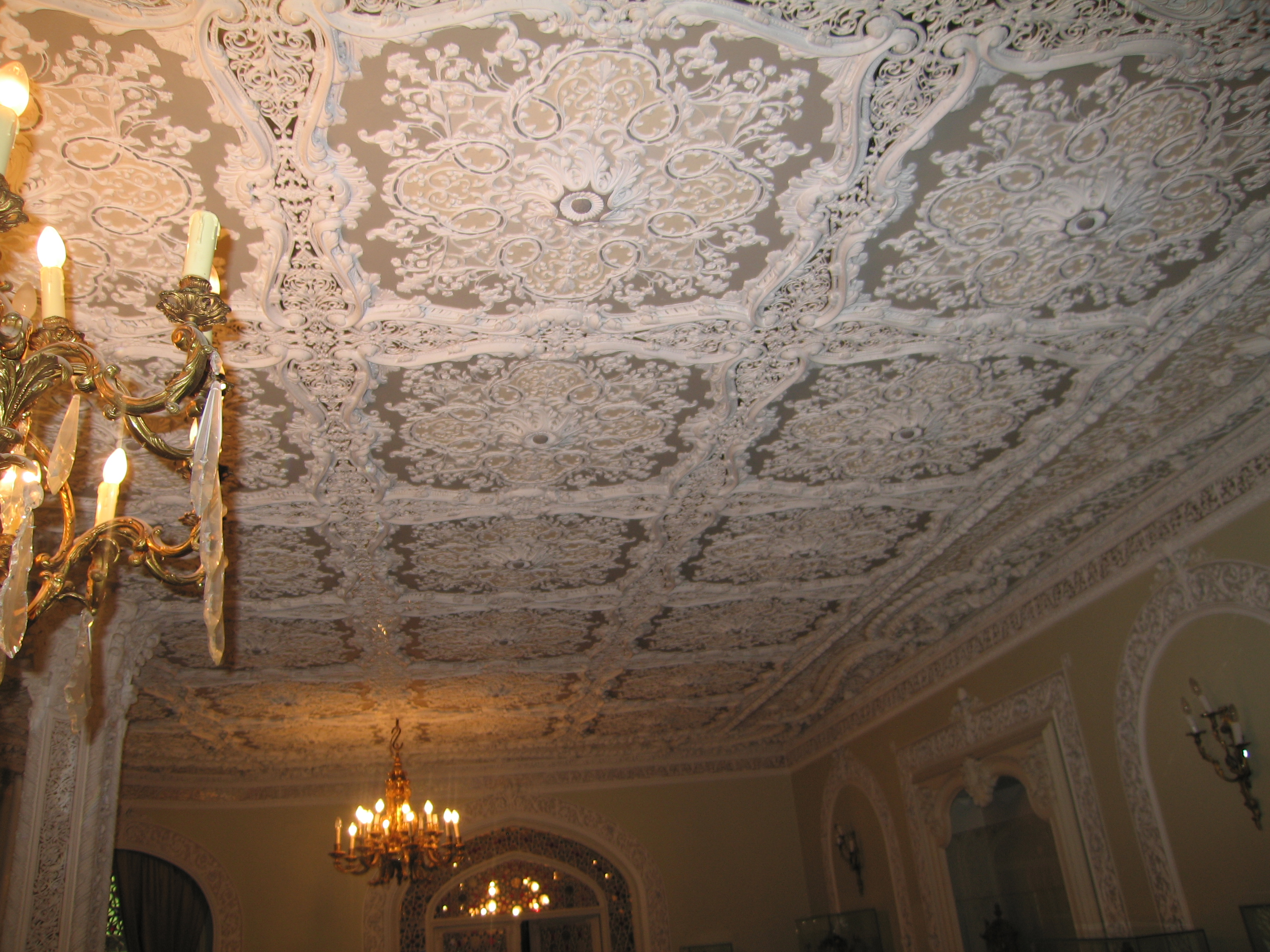
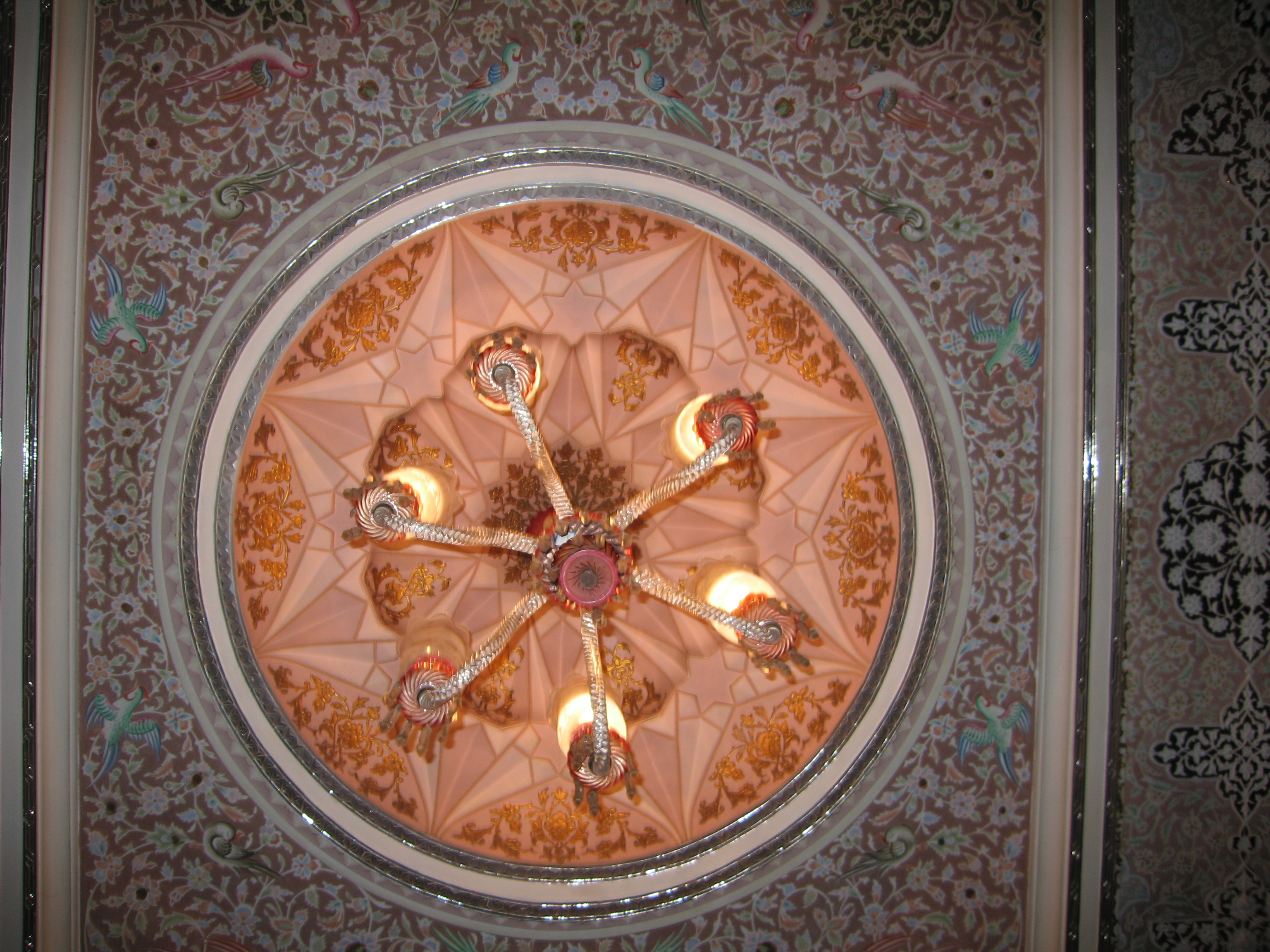